# Grito de piedra
Grito de piedra (Cerro Torre: Schrei aus Stein en alemán, Cerro Torre, le cri de la roche en francés y Scream of Stone en inglés) es una película dramática de aventuras 1991 dirigida por Werner Herzog y centrada en una expedición alpinista en Cerro Torre, donde tuvo lugar el rodaje, incluido en la cumbre.
La trama está inspirada en el montañero Reinhold Messner, con quien ya trabajara el cineasta en su documental: Gasherbrum - Der Leuchtende Berg. No obstante, la producción contiene elementos basados en el supuesto primer ascenso a la cumbre de Cerro Torre en 1959 por los alpinistas Cesare Maestri y Toni Egger, este último, fallecido durante el ascenso.
El guion fue escrito por Walter Saxer, jefe de producción de Herzog. Por otro lado, Herzog calificó la historia como "floja" y no la considera parte de su filmografía.

## Reparto
- Vittorio Mezzogiorno es Roccia Innerkopfler.
- Stefan Glowacz es Martin Sedlmayr.
- Mathilda May es Katharina.
- Donald Sutherland es Ivan.
- Brad Dourif es Sin Dedos.
- Al Waxman es Stephen.
- Chavela Vargas es India.
- Hans Kammerlander es Hans Adler.
- Volker Prechtel Escalador del Himalaya.